# Draka
Draka war ein niederländisches Unternehmen, das Kabel für die unterschiedlichsten Bereiche wie Telekommunikation oder Automobile herstellt. Es war der sechstgrößte Kabelhersteller der Welt.

## Geschichte
Draka wurde 1910 von Jan Teewis Duyvis unter dem Namen Hollandsche Draad & Kabel Fabriek (dt. Holländische Draht- und Kabelfabrik) gegründet. 1970 wurde das Unternehmen von Philips aufgekauft und als Draka Kabel in die Unternehmensstruktur eingegliedert. 1986 wurde Draka durch eine Finanzierung von Parcom und Flint Beheer wieder unabhängig, wobei jedoch einige Teile (Alkor Draka, Draka Interfoam) durch Philips an Solvay verkauft wurden.
Von 1991 bis 2010 war das Unternehmen an der Amsterdamer Börse gelistet.
Draka war 2008 in 30 Ländern an 68 Standorten aktiv. Die Entwicklung und Herstellung von Kabeln war in die Segmente „Energie und Infrastruktur“, „Kommunikation“ und „Industrie und Sonderbereiche“ unterteilt.
2009 machte Prysmian ein Übernahmeangebot und konnte sich in einer Bieterschlacht gegen Nexans durchsetzen. Am 22. November 2010 wurde das Angebot von € 17, 20 je Aktie (9,1 × EBITDA) angenommen und es entstand der größte Kabelhersteller der Welt.